# UDDI
UDDI是统一描述、发现和集成（Universal Description, Discovery, and Integration）的缩写。它是一个基于XML的跨平台的描述规范，可以使世界范围内的企业在互联网上发布自己所提供的服务。
UDDI是OASIS发起的一个开放项目，它使企业在互联网上可以互相发现并且定义业务之间的交互。UDDI业务注册包括三个元件：
- 白页：有关企业的基本信息，如地址、联系方式以及已知的标识；
- 黄页：基于标准分类的目录；
- 绿页：与服务相关联的绑定信息，及指向这些服务所实现的技术规范的引用。

UDDI是核心的Web服务标准之一。它通过简单对象存取协议进行消息传输，用Web服务描述语言描述Web服务及其接口使用。